# Petit Torneo 2017 (Catamarca)
El Petit Torneo 2017, organizado por la Liga Catamarqueña de Fútbol. Es un torneo en el que participaron los 4 equipos mejores posicionados en la Tabla Conjunta de la temporada, por sistema de eliminación directa, a un solo juego.
El ganador se clasificó al Torneo Federal C 2018.

## Formato
- Participan 4 equipos
- Se disputa por el sistema de eliminación directa
- Si hay empate en los 90 minutos de juego, se define mediante los penales.
- Los ganadores de semifinales avanzan a la Final.
- El ganador de la Final se consagrará campeón y obtendrá la segunda plaza al Torneo Federal C 2016.

## Equipos participantes
| # | Equipo                                              |
| - | --------------------------------------------------- |
| 1 | Club Atlético Defensores del Norte                  |
| 2 | Club Sportivo Ferrocarriles del Estado de Chumbicha |
| 3 | Asociación Juventud Unida de Santa Rosa             |
| 4 | Club Atlético Vélez Sarsfield                       |

## Competición

### Cuadro de desarrollo
|  | Semifinales                  | Semifinales                  | Semifinales                  |                              |                           | Final                     | Final | Final |  |
|  |                              |                              |                              |                              |                           |                           |       |       |  |
|  |                              |                              |                              |                              |                           |                           |       |       |  |
|  | Defensores del Norte         | Defensores del Norte         | 0 (3)                        |                              |                           |                           |       |       |  |
|  | Defensores del Norte         | Defensores del Norte         | 0 (3)                        |                              |                           |                           |       |       |  |
|  | Ferrocarriles (Chumbicha)    | Ferrocarriles (Chumbicha)    | 0 (4)                        |                              |                           |                           |       |       |  |
|  | Ferrocarriles (Chumbicha)    | Ferrocarriles (Chumbicha)    | 0 (4)                        |                              | Ferrocarriles (Chumbicha) | Ferrocarriles (Chumbicha) | 1     |       |  |
|  |                              |                              |                              |                              | Ferrocarriles (Chumbicha) | Ferrocarriles (Chumbicha) | 1     |       |  |
|  |                              |                              | Juventud Unida de Santa Rosa | Juventud Unida de Santa Rosa | 3                         |                           |       |       |  |
|  | Juventud Unida de Santa Rosa | Juventud Unida de Santa Rosa | Juventud Unida de Santa Rosa | Juventud Unida de Santa Rosa | 3                         | 2                         |       |       |  |
|  | Juventud Unida de Santa Rosa | Juventud Unida de Santa Rosa |                              |                              |                           | 2                         |       |       |  |
|  | Vélez Sarsfield              | Vélez Sarsfield              | 1                            |                              |                           |                           |       |       |  |
|  | Vélez Sarsfield              | Vélez Sarsfield              | 1                            |                              |                           |                           |       |       |  |
|  |                              |                              |                              |                              |                           |                           |       |       |  |

### Semifinales
| 29 de noviembre, 18:00 | Juventud Unida                       | 2 - 1   | Vélez Sarsfield  | Malvinas Argentinas, Catamarca |                            |
|                        | Gustavo Farías 1' · Ariel Ortega 59' | Reporte | 33' Carlos Tapia | Árbitro(s): Javier Carrizo     | Árbitro(s): Javier Carrizo |

| 29 de noviembre, 20:00 | Defensores del Norte                                                         | 0 - 0 (3:4 p.)             | Ferrocarriles                                                                     | Malvinas Argentinas, Catamarca |                         |
|                        |                                                                              | Reporte                    |                                                                                   | Árbitro(s): Juan Rivero        | Árbitro(s): Juan Rivero |
|                        |                                                                              | Tiros desde el punto penal |                                                                                   |                                |                         |
|                        | Rodrigo Chávez · Franklin Flores · Abel Chávez · Mayco Coronel · Julio Monge |                            | Maximiliano Luna · Gerasimo Carrizo · Nelson Paredes · José Romero · Hugo Córdoba |                                |                         |

### Final
| 3 de diciembre, 18:00 | Ferrocarriles          | 1 - 3   | Juventud Unida                                              | Malvinas Argentinas, Catamarca |                                |
|                       | José Luis Chumbita 10' | Reporte | 43' Franco Noriega · 85' Jorge Agüero · 89' Lucas Palomeque | Árbitro(s): José Silva Castaño | Árbitro(s): José Silva Castaño |

|                                                   |
| Asociación Juventud Unida de Santa Rosa 8° título |
| Campeón Petit Torneo 2017                         |

## Estadísticas

### Goleadores
| Jugador            | Equipo          | Goles |
| ------------------ | --------------- | ----- |
| Ariel Ortega       | Juventud Unida  | 1     |
| Carlos Tapia       | Vélez Sarsfield | 1     |
| Franco Noriega     | Juventud Unida  | 1     |
| Gustavo Farías     | Juventud Unida  | 1     |
| Jorge Agüero       | Juventud Unida  | 1     |
| José Luis Chumbita | Ferrocarriles   | 1     |
| Lucas Palomeque    | Juventud Unida  | 1     |